# Andrew Levitas
Andrew Levitas est un acteur et réalisateur américain, né le 4 septembre 1977 à New York, New York, États-Unis. Il est principalement connu pour son rôle de Michael, le petit-ami mannequin de Maggie dans la série Une nounou d'enfer.

## Filmographie

### Acteur
- 1997:In and Out de Frank Oz
- 1997-1998: Une nounou d'enfer : Michael
- 1999: La Vie à cinq : Cameron Welcott
- 2000: Psycho Beach Party de Robert Lee King : Protoloney
- 2003: Hellbent de Paul Etheredge : Chaz
- 2005: Beauty Shop de Bille Woodruff : Stacy
- 2009: The Box de Richard Kelly : Black Op
- 2011: Bad Actress de Robert Lee King : George Apodaca
- 2011: Le Jour où je l'ai rencontrée de Gavin Wiesen : Javier

### Réalisateur
- 2014: Lullaby
- 2020: Minamata